# Джуліо Дзордзі
Джуліо Дзордзі (англ. Giulio Zorzi, 3 січня 1989) — південноафриканський плавець.
Призер Чемпіонату світу з водних видів спорту 2013 року.
Переможець літньої Універсіади 2013 року.